# Jesse D. Hampton
Jesse D. Hampton (né le 28 novembre 1879 à Galesburg, dans l'Illinois et mort le 1er juin 1968  à Monterey, en Californie) est un producteur et réalisateur et scénariste américain.

## Biographie
Jesse D. Hampton crée les Jesse D. Hampton Productions en 1918, et fait construire en 1919 les Jesse D. Hampton Studios, qui seront rachetés par Mary Pickford et Douglas Fairbanks pour créer les Pickford Fairbanks Studios.

## Filmographie

### Comme producteur
- 1918 : Three X Gordon de Ernest C. Warde
- 1918 : Prisoners of the Pines de Ernest C. Warde
- 1919 : The Prince and Betty de Robert Thornby
- 1919 : Fighting Cressy de Robert Thornby
- 1919 : A Woman of Pleasure (en) de Wallace Worsley
- 1919 : Dangerous Waters de Park Frame et Joseph Franz
- 1919 : A Sagebrush Hamlet de Joseph Franz
- 1919 : Bare-Fisted Gallagher de Joseph Franz
- 1919 : The Best Man de Thomas N. Heffron
- 1919 : Come Again Smith de E. Mason Hopper
- 1919 : The Drifters de Jesse D. Hampton
- 1919 : Haunting Shadows de Henry King
- 1919 : For a Woman's Honor de Park Frame
- 1919 : The Pagan God de Park Frame
- 1919 : The Man Who Turned White de Park Frame
- 1919 : The Mints of Hell de Park Frame
- 1919 : Whitewashed Walls de Park Frame
- 1919 : The Prodigal Liar de Thomas N. Heffron
- 1920 : Jouets du destin (Dice of Destiny) de Henry King
- 1920 : Her Unwilling Husband de Paul Scardon
- 1920 : Help Wanted - Male de Henry King
- 1920 : The Girl in the Web de Robert Thornby
- 1920 : Felix O'Day (it) de Robert Thornby
- 1920 : A Broadway Cowboy de Joseph Franz
- 1921 : That Girl Montana de Robert Thornby
- 1921 : Their Mutual Child de George L. Cox
- 1921 : When we were 21 de Henry King
- 1923 : La Brebis égarée de Lambert Hillyer

### Comme réalisateur
- 1919 : The End of the Game
- 1919 : What Every Woman Wants
- 1919 : The Drifters